# Prizma Middenschool Lendelede
De Nederlandstalige Wikipedia bestaat sinds 19 juni 2001 en telt inmiddels 2.194.965 artikelen en 8.164 actieve gebruikers. We werken hier aan het ideaal van een vrij beschikbare, vrij bewerkbare en neutrale encyclopedie, geschreven door ons allemaal. We waarderen het enorm als ook jij hieraan wilt bijdragen! Lees wel even onderstaande informatie voordat je aan de slag gaat, zodat je leert hoe een en ander werkt en weet waar je terechtkunt bij vragen en problemen.
- De vijf pijlers van Wikipedia
Onze uitgangspunten en richtlijnen, samengevat in vijf regels.
- Snelcursus
Leer stap-voor-stap bewerken in een handomdraai. Oefenen kan in de zandbak of op je kladblok.
- Schrijftips, conventies en relevantie 
Aanwijzingen van ervaren Wikipedianen en nuttige hulp voor het schrijven van een nieuw artikel.
- Dingen die je beter niet kunt doen 
Veelgemaakte fouten en hoe je ze vermijdt. Bovendien: wees terughoudend met het gebruik van AI op Wikipedia.
- Veelgestelde vragen
Antwoorden op de meest gehoorde vragen. Ben je een scholier of student? Voor jou is er een speciale pagina met vragen en antwoorden.
- Helpdesk
Voor al je vragen over Wikipedia en daarbuiten. Ervaar je technische problemen? Klik dan hier voor probleemoplossing en een spiekbriefje voor als je om hulp vraagt.
- Vraag je mentor om hulp
Iedere nieuwe bewerker krijgt automatisch een mentor, bij wie je terechtkunt met al je vragen.
- Conflictafhandeling
Kom je er niet uit en dreigt een discussie uit de hand te lopen? Kijk wat je kunt doen om conflicten te voorkomen en waar je terechtkunt als het wél misgaat. Zoek bij twijfel altijd overleg en plaats eventueel een oproep op Overleg gewenst.
- Contactmogelijkheden
Zoek je contact? Je kunt een bericht achterlaten op de overlegpagina van een andere gebruiker, helpdesk, kroeg of chatten op de Discordserver. Ook zijn er genoeg gebruikers die openstaan voor hulp of privécontact via e-mail of een Discordgesprek. Schroom dus niet om contact te zoeken!
- Ontmoetingen en bijeenkomsten
Vind je het leuk om anderen in het echt te ontmoeten en/of met elkaar aan artikelen te werken? Er vinden regelmatig ontmoetingen, bijeenkomsten en schrijfsessies plaats. Ontmoetingen zijn informeel en veruit de meeste bijeenkomsten en schrijfsessies zijn geschikt voor zowel nieuwe als ervaren bewerkers.

Deze pagina die nu op je scherm staat is je persoonlijke overlegpagina, de plaats waar je berichten van andere Wikipedianen ontvangt en ze kunt beantwoorden. Alle gebruikers hebben zo'n pagina. Wil je een nieuw overleg met iemand anders beginnen, dan kan dat dus op de overlegpagina van die gebruiker. Sluit je overlegbijdragen op overlegpagina's altijd af met een ondertekening. Hierdoor wordt je bericht automatisch ondertekend met je gebruikersnaam en de datum en tijd waarop je je boodschap voltooide. Bij gebruik van de reageerknop of Nieuw onderwerp wordt je handtekening automatisch ingevoegd. Als je in de brontekst werkt gaat ondertekenen met de handtekeningknop (onder Invoegen → Meer; zie afbeelding) of met vier tildes, dus zo: ~~~~. Versturen doe je met de knop Wijzigingen publiceren.
GiulianoH (overleg) 13 aug 2025 19:19 (CEST)